# Дмитриев, Леонид Антонович
Леонид Антонович Дми́триев — советский журналист и комментатор, работник печати и телевидения, заместитель главного редактора Четвёртой программы Центрального телевидения в 1967-1968 гг., главный редактор Центральной студии документальных телефильмов. 

## Биография
Выпускник МГИМО.
Работал комментатором в Главной редакции пропаганды ЦТ.
В июне 1967 года был приглашён на должность заместителя главного редактора новой Четвёртой программы Центрального телевидения. Над созданием телеканала поручили работать трём главным редакциям ЦТ: информации, пропаганды и литдрамы. Дмитриев занимался отделами пропаганды, науки и спорта (75 штатных вакансий). По его инициативе в творческий коллектив вошли Ирина Железова (отдел науки), Светлана Четверикова, Александр Гуревич и Станислав Белянинов (режиссёры), Олег Точилин (помощник режиссёра), Александр Шпикалов (отдел социальных проблем), Аркадий Ратнер (отдел спорта), Игорь Пальмин (фотограф и телеоператор), Игорь Дуэль. Запуск Четвёртой программы состоялся 4 ноября 1967 года, к пятидесятилетию Октябрьской революции.
В июле 1969 года по предложению Дмитрия Большова перешёл на должность главного редактора студии документальных телефильмов творческого объединения «Экран» (штат — более 700 человек).

## Новаторство
Под руководством Дмитриева в эфире советского телевидения появились новые жанры: литературный театр, фотоочерк, ток-шоу — дискуссионный клуб «Пресс-центр» (цензура пропустила в эфир только 4 из 9 записанных передач).

## Сочинения
- Дмитриев Л. А. Тайны искусства : Законы телевиз. драматургии как законы творчества : (Учеб. пособие). — М.: ИПК работников телевидения и радиовещания, 1994. — С. 131.[3]

- Дмитриев Л. А. Законы драматургии: Теория и метод творчества. — М.: Диалог-МГУ, 1998. — С. 124. — ISBN 5-89209-224-4.[4]

- Баллада о четвёртой программе ЦТ. М. // Институт повышения квалификации работников телевидения и радиовещания (2000) [2]

- Дмитриев Л. А. Закон характера. Психология творческой деятельности и личность: учебное пособие. — М.: ИПК работников телевидения и радиовещания, 2005. — С. 90.

- Дмитриев Л. А. Искусство драмы. Очерки о законах драмы. Часть 1. Часть 2. — М.: ИПКРТР, 2006. — С. 184.

- Дмитриев Л. А. Метод творчества. Законы телевизионной драматургии. — М.: ИПК работников телевидения и радиовещания, 2006. — С. 72.

- Дмитриев Л. А. Искусство информации: учебник для самообразования и заочного обучения тележурналистике. — М.: ИПК работников телевидения и радиовещания, 2007. — С. 181.

- Дмитриев Л. А. Парадоксы художественного образа. — М.: ИПКРТР, 2007. — С. 62.